# 72 heures pour mourir
Pour plus de détails, voir Fiche technique et Distribution.
72 heures pour mourir (Doomsday Man) est un téléfilm américain de William R. Greenblatt diffusé en 1999.

## Synopsis
À la suite de la mort de sa femme, contaminée lors de ses recherches, un expert en virologie prend la fuite au risque de transmettre le virus à la population.

## Fiche technique
- Titre : 72 heures pour mourir
- Réalisation : William R. Greenblatt
- Scénario : Andrew Stein
- Production :
- Origine :  États-Unis
- Durée : 1h29
- Format : Couleurs

## Distribution
- Esai Morales : Mike
- James Marshall : Tom
- Yancy Butler : Kate
- Rene Allman : Jill
- Kerry Thornton : Laura
- Randell Haynes : Lyons
- Jill Galloway : Melissa
- Barry Bell : Prentiss
- Todd Sandler : Carter
- Rhoda Griffis : Mrs. Gloria Prentiss
- Roy Lind : Dr. Reinhardt
- Gina Stewart : Dolores
- Michael Ruff : Voiturier
- Ben Klein : Garçon du lycée
- David Lenthail : Dix
- Michael Corrigan : Aido
- Adoley Odunton : Sharon
- Steve Young : Enquêteur
- Rashel Rey : Sergent Butler
- Tynisha Barnette : Pom-pom girl
- James Blocker : Pom-pom boy
- Darrius Carter : Pom-pom boy
- Lauren Dodson : Pom-pom girl
- Ashley Gravlee : Pom-pom girl
- Michelle Green : Pom-pom girl
- Lakeisha Jones : Pom-pom girl
- Shannon Keel : Pom-pom girl
- April Lawrence : Pom-pom girl
- Brittany Mizell : Pom-pom girl
- Litha Parham : Pom-pom girl
- Ashley Sharp : Pom-pom girl
- Jennifer Tate : Pom-pom girl
- Stephanie Tate : Pom-pom girl
- Latoya Whitfield : Pom-pom girl
- Heather Shaw : Coach des pom-pom girls
- Shirley Newsom : Coach des pom-pom girls
- Wayne Jacobs : Professeur
- Steven Kelly Young : Agent du FBI